# MTV Africa Music Awards 2009
Die MTV Africa Music Awards 2009 wurden am 10. Oktober 2009 im Moi International Sports Complex in Nairobi, Kenia verliehen. Die Moderation übernahm der gebürtige Haitianer Wyclef Jean (ehemaliges Mitglied der Fugees).
Gewinner des Abends waren der Musiker Nameless aus Kenia und Rapper M.I. aus Nigeria, die beide je zwei Awards gewannen.

## Gewinner und Nominierte
Die Gewinner sind fett markiert.

### Artist of the Year
D’Banj
- 2Face Idiba
- HHP
- Lira
- Nameless

### Best Video
HHP — Mpitse
- 2Face Idiba — Enter the Place
- Da L.E.S — We on Fire
- XOD — I Want You Back
- Kenia (featuring Bobi Wine) — Little Things You Do

### Best Female
Amani
- Kel
- Lira
- Lizha James
- Zamajobe

### Best Male
Nameless
- 2Face Idiba
- Da L.E.S
- D’Banj
- HHP

### Best Group
P-Square
- Blu*3
- Gal Level
- Gang of Instrumentals
- Mo Hits Allstars

### Best New Act
M.I.
- Shaa
- Bigiano
- STL
- Rhythmic Elements

### Best Alternative
Zebra & Giraffe
- aKing
- Coldplay
- Green Day
- Cassette

### Best Hip Hop
M.I.
- AY
- Jay Z
- Kanye West
- Zulu Boy

### Best R&B
2Face Idiba
- Beyoncé
- Darey Art Alade
- Akon
- Loyiso

### Best Live Performer
Samini
- P-Square
- D’Banj
- Nameless
- Blu*3

### Listener’s Choice
- Nameless feat.  — „Sunshine“

### My Video
- Patricke-Stevie Moungondo

### Legend Award
- Lucky Dube